# Wolsingham
Wolsingham è un paese di 2 720 abitanti della contea di Durham, in Inghilterra.